# Cannabis autofloraison
 (novembre 2018).

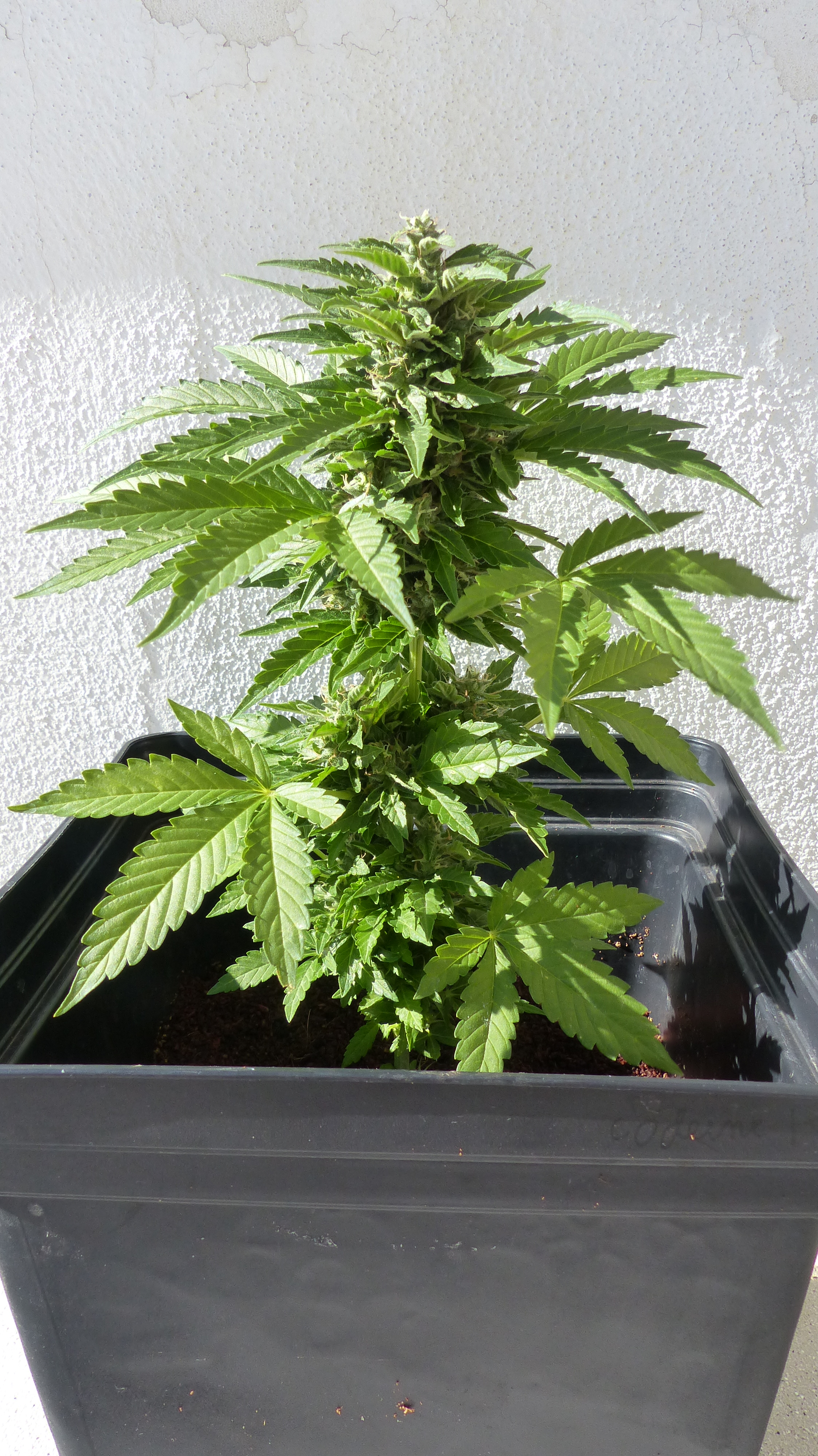
La AK47 Auto de Fatbush Seeds bientôt prête à la récolte.

Le cannabis autofloraison est une variété qui commence à fleurir après seulement 3 ou 4 semaines de phase de croissance, et cela peu importe le cycle de lumière. Ceci est possible grâce au croisement avec le cannabis Ruderalis. La plupart des autofloraisons seront prêtes a la récolte seulement 10 semaines après la germination de la graine.

## Avantages
- Prêtes à la récolte en moins de dix semaines
- Elles peuvent pousser plus ou moins n'importe où sans se soucier d'un trouble lumineux[1]
- Elles sont plus discrètes car prennent moins d'espace que les plantes de cannabis classiques
- Plusieurs récoltes par an sont possibles
- Les plantes sont plus résistantes aux insectes nuisibles et aux mauvaises conditions météorologiques.

## Désavantages
- Les autofloraisons sont connues pour donner un rendement beaucoup plus faible que les variétés à photopériode régulières.
- De nombreuses autofloraisons pourraient atteindre une puissance de 20% de THC, mais vous ne verrez pas souvent un échantillon de 28 à 30% de THC, comme vous pourriez le voir avec certaines des nouvelles variétés à photopériode.
- l'étêtage et les techniques de palissage à stress élevé sont à éviter de préférence. Les autos poussent tellement vite qu'elles n'ont que peu de temps pour récupérer des dégâts infligés[2].